# نبردناو هیوگا
نبردناو هیوگا (به انگلیسی: Japanese battleship Hyūga) یک کشتی بود که طول آن ۲۱۹٫۶۲ متر (۷۲۰ فوت ۶ اینچ) بود. این کشتی در سال ۱۹۱۷ ساخته شد.